# 高橋紘
高橋 紘（たかはし ひろし、1941年（昭和16年）12月12日 - 2011年（平成23年）9月30日）は、日本のジャーナリスト、皇室研究者。

## 略歴
東京都生まれ。東京都立竹早高等学校、早稲田大学法学部卒業後、1965年（昭和40年）に共同通信社に入社。社会部長・仙台支社長、ラジオ・テレビ局長、取締役事業本部長などを経て退職。同じく皇室関係の著作がある橋本明は上司にあたる。
2005年（平成17年）に、小泉政権時代に開かれた「皇室典範に関する有識者会議」にて議題となった皇位継承問題においては女系天皇化を主張していた。2008年（平成20年）まで、静岡福祉大学社会福祉学部教授（専攻は皇室制度、近現代日本史）。
2011年（平成23年）9月30日に、転移性肝がんのため東京都町田市の病院で死去。69歳没。

## 著書
- 現代天皇家の研究（講談社、1978年）
- 象徴天皇（岩波新書、1987年）
- 天皇家の仕事―読む「皇室事典」（共同通信社、1993年／文春文庫、1996年）
- 象徴天皇の誕生―昭和天皇と侍従次長・木下道雄[2]の時代（角川文庫、2002年）
- 平成の天皇と皇室（文春新書、2003年）
- 昭和天皇 1945-1948（岩波現代文庫、2008年）、角川文庫版に2章分を増補
- 人間 昭和天皇（上・下、講談社）、遺著で2011年12月刊

### 共編著
- 天皇家の密使たち－秘録・占領と皇室（鈴木邦彦共著、現代史出版会（徳間書店）、1981年／徳間文庫、1985年／文春文庫、1989年）
- 陛下、お尋ね申し上げます（鈴木邦彦共編著、現代史出版会、1982年）
  - 陛下、お尋ね申し上げます―記者会見全記録と人間天皇の軌跡（文春文庫、1988年）。増補版
- 昭和天皇発言録－大正9年〜昭和64年の真実（小学館、1989年）
- 木下道雄 側近日誌（文藝春秋、1990年）
  - 側近日誌　侍従次長が見た終戦直後の天皇（中央公論新社〈中公文庫〉、2017年）
- 昭和初期の天皇と宮中――侍従次長河井弥八日記（全6巻、粟屋憲太郎・小田部雄次共編、岩波書店、1993年）[3]
- 皇位継承（所功共著、文春新書、1998年、増訂版2018年）。同新書の創刊第1番
- 象徴天皇と皇室－日本国憲法・検証 1945-2000 第2巻 資料と論点（小学館文庫、2000年）。シリーズ全7巻、竹前栄治監修
- 皇室事典（角川学芸出版、2009年、増訂版2019年／角川ソフィア文庫 全2巻、2019年）

所功、米田雄介等と同・編集委員会。文庫は改訂版

### 訳書・監修
- 国民の天皇―戦後日本の民主主義と天皇制（ケネス・J・ルオフ、共同通信社、2003年／岩波現代文庫、2009年）

資料を提供するなど全面的に執筆に協力。翌2004年に、第4回大佛次郎論壇賞（朝日新聞社主催）を受賞。ルオフの女性・女系天皇推進論は、NHK教育テレビのオピニオン番組「視点・論点」でも取り上げられた。